# (31528) 1999 CU126
1999 CU126 (asteroide 31528) é um asteroide da cintura principal. Possui uma excentricidade de 0.24197020 e uma inclinação de 23.22478º.
Este asteroide foi descoberto no dia 11 de fevereiro de 1999 por LINEAR em Socorro.